# Delino DeShields, Jr.
Pour son père, voir Delino DeShields.
Delino Diaab DeShields, Jr. (né le 16 août 1992 à Easton, Maryland, États-Unis) est un joueur de deuxième but et de champ centre des Indians de Cleveland de la Ligue majeure de baseball. Il est le fils de l'ancien joueur professionnel Delino DeShields.

## Carrière
Delino DeShields, Jr. est un choix de première ronde des Astros de Houston et 8e joueur sélectionné au total lors du repêchage amateur de 2010. Après 5 saisons dans les ligues mineures avec des clubs affiliés aux Astros, où il joue principalement au poste de deuxième but, il est réclamé par les Rangers du Texas au repêchage de la règle 5 le 11 décembre 2014. 
DeShields est choisi pour amorcer la saison 2015 avec les Rangers. Il fait ses débuts dans le baseball majeur avec les Rangers le 8 avril 2015 et, à son premier passage au bâton, il réussit face au lanceur Dan Otero des Athletics d'Oakland son premier coup sûr en carrière.
Avec 24 coups sûrs, 22 points marqués, 10 buts volés, une moyenne de présence sur les buts de, 406 et une moyenne au bâton de, 296 en mai 2015, DeShields est élu meilleure recrue du mois dans la Ligue américaine. 
En 121 matchs joués à sa première année, DeShields frappe pour, 261 de moyenne au bâton et conserve une moyenne de présence sur les buts de, 344. Il réussit 25 buts volés et termine 7e du vote annuel désignant la recrue de l'année de la Ligue américaine.